# Johan Hendrik Götz
Johan Hendrik Götz, beter bekend als J.H. Götz, (Den Haag, 27 mei 1814 – Nijmegen, 25 november 1900) was een Nederlands organist, maar meest nog muziekpedagoog.
Hij was zoon van opperman Johannes Götz en Catharina Fischer. Hij was getrouwd met Helena Jacoba van der Steen. Hij was sinds 1899 (zestigjarige werkzaamheid) ridder in de Orde van Oranje Nassau.
Hij kreeg zijn muziekopleiding aan de Koninklijke Muziekschool die toen net onder leiding van Johann Heinrich Lübeck was opgericht. Johannes Verhulst en Beers waren medeleerlingen. Götz zat na zijn studie al snel in de Koninklijke Hofkapel van koning Willem I der Nederlanden. In 1839 ging hij in Nijmegen wonen en werd er zangleraar en ook stadsmuziekdirecteur. Hij was er tevens van 1844 tot 1869 kapelmeester van de Schutterij-orkest. Zijn belangrijkste taak was echter muziekmeester aan de door hem opgerichte Volksmuziekschool tot aan de rijksnormaalschool aan toe. Hij stond erom bekend dat hij kinderen uit het weeshuis Neerbosch onder zijn hoede nam en ze muzieklessen gaf, zodat zij hun brood konden verdienen. Hij zou meer dan 100 kinderen hebben opgeleid. Hij bleef tot vlak voor zijn dood musiceren.
Ook was hij meer dan 40 jaar organist van de Waalse Kerk in Nijmegen (in 1944 zwaar beschadigd als gevolg van een bombardement). Van zijn hand is een boekwerk verschenen getiteld De melodieën der Psalmen, Lof- en bedezangen, vierstemmig gezet voor orgel of gemengd koor, met korte en gemakkelijke voor-, tussen- en naspelen (eerste druk uitgegeven door de Weezendrukkerij), dat in de jaren tachtig van de 20e eeuw haar zesde druk beleefde, twee Verjaringsliederen voor zangstem met piano en orgel, een Congresgalop en een Koninginnelied.
- International Standard Name Identifier: 0000 0003 9718 1380
- Library of Congress Control Number: no2023040399
- Nederlandse Thesaurus van Auteursnamen: 069954356
- Virtual International Authority File: 292289983
- WorldCat: E39PBJht4xPHkYcK6qqkyfqxXd